# One Punch-Man
One Punch-Man (ワンパンマン, Wanpanman, lit. "Homem de Um-Soco") é uma webcomic japonesa criada pelo autor conhecido pelo pseudónimo One, publicada desde 2009. A série tornou-se rapidamente um fenómeno viral, ultrapassando os 7,9 milhões de visualizações em Junho de 2012. O título Wanpanman é uma paródia do personagem infantil Anpanman; o termo wanpan é uma contracção de wanpanchi, expressão japonesa derivada do inglês one punch (um soco).
One Punch-Man acompanha a história de Saitama, um super-herói invencível que derrota qualquer inimigo com apenas um golpe. No entanto, a ausência de adversários à altura leva-o a sentir-se entediado e desmotivado, fazendo com que procure um oponente verdadeiramente desafiante.
Uma recriação ilustrada por Yusuke Murata começou a ser publicada em 2012 na plataforma digital Young Jump Web Comics. Os capítulos são posteriormente reunidos em volumes do formato tankōbon e editados pela Shueisha. No Brasil, o mangá é publicado pela Panini Comics desde Março de 2016, e em Portugal pela Editora Devir desde Março de 2017.
A adaptação televisiva em animação, produzida pelo estúdio Madhouse, foi transmitida entre Outubro e Dezembro de 2015. Em Julho de 2017, a primeira temporada foi disponibilizada na Netflix. A segunda temporada, lançada em Abril de 2019, chegou à plataforma em Dezembro de 2021.

## Enredo
A história se passa em cidades japonesas fictícias, especialmente na chamada de Cidade Z, onde aparecem com grande frequência seres monstruosos que causam vários desastres. Após treinar durante três anos, Saitama, o protagonista, se tornou um herói não oficial incrivelmente forte que derrota monstros ou outros vilões com um único soco. No entanto, devido à sua força esmagadora, Saitama tornou-se entediado e está constantemente tentando encontrar adversários mais fortes que podem lutar de igual contra ele.
Em seus combates, ele conhece novos amigos, inimigos e o seu próprio discípulo, o ciborgue Genos, onde posteriormente os dois entram na Associação dos Heróis, a fim de se tornarem heróis oficiais e ganharem reconhecimento e respeito por todos os seus esforços para manter as cidades a salvo. Apesar de derrotar seres extremamente fortes que até mesmo os maiores heróis da Associação são incapazes de derrotar, Saitama é desrespeitado devido a sua aparência física simples, e alguns o acusam de ser um herói falsificado. Apenas um pequeno número de indivíduos reconhecem seu incrível talento e humildade com os outros.

## Mídia

### Mangá
One começou a publicar One Punch-Man no formato webcomic no ano de 2009. A partir de fevereiro de 2017, a webcomic totalizou cento e catorze capítulos publicados. Quando a série tornou-se popular, alcançando mais de 7,9 milhões de acessos em junho de 2012, Yusuke Murata contactou One para reelaborar a banda desenhada digitalmente no sítio da Weekly Young Jump, Young Jump Web Comics (となりのヤングジャンプ, Tonari no Yangu Janpu), publicada pela Shueisha. O primeiro capítulo foi publicado a 14 de junho de 2012. O CD drama foi empacotado junto com o nono volume, e lançado em agosto de 2015.
A série começou a ser publicada na América do Norte a 21 de janeiro de 2013, na revista Weekly Shonen Jump (designada anteriormente por Shonen Jump Alpha), pela Viz Media. O primeiro volume digital foi lançado em fevereiro de 2014. One Punch-Man foi uma das séries que a Viz disponibilizou no ComiXology em junho de 2014. O manga impresso foi lançado nos Estados Unidos em setembro de 2015. No Brasil, a série é licenciada e publicada no Planet Manga pela editora Panini Comics desde março de 2016 e em Portugal é publicada pela Editora Devir desde março de 2017.

### Anime
A adaptação em animé foi anunciada na quinta edição da Weekly Young Jump, no dia 10 de março de 2015. A série foi dirigida por Shingo Natsume e escrita por Tomohiro Suzuki, a animação foi feita pelo estúdio Madhouse. Chikashi Kubota desenhou as personagens da série e também foi o diretor de animação. Makoto Miyazaki compôs a música da série. O desenho artístico foi feito por Shigemi Ikeda e Yukiko Maruyama, e Ken Hashimoto foi o responsável pela projeção das cores. Akane Fushihara foi o diretor de fotografia e Kashiko Kimura, o editor da série. Shoji Hata foi o editor de som do animé. O tema musical de abertura é "The Hero!! ~Ikareru Ken ni Honō o Tsukeru~" (THE HERO!! ～怒れる拳に火をつけろ～, lit. "O Herói!! Acenda o Fogo deste Punho Enfurecido"), interpretado por JAM Project, e o tema de encerramento é "Hoshi Yori Saki ni Mitsukete Ageru" (星より先に見つけてあげる, lit. "Vou Encontrar-te Antes das Estrelas"), da intérprete Hiroko Moriguchi.
A série estreou-se a 5 de outubro de 2015 na TV Tokyo, e também foi exibida na TVO, TVQ, KBS, BS Japan, AT-X, e através de fluxo de média no Niconico. Uma prévia da série foi mostrada no Centro Cultural de Saitama, a 6 de setembro de 2015. Nos países lusófonos foi transmitida simultaneamente pela Daisuki, e na Netflix a 1 de julho de 2017. A série foi licenciada pela Viz Media, e transmitida em simultâneo no Neon Alley. No Reino Unido a série foi licenciada pela Kaze UK. A série também foi exibida no Hulu. A Viz Media anunciou na convenção Anime Boston de 2016 que a dobragem anglófona do animé foi produzida. A 1 de julho, durante a convenção Anime Expo, foi anunciada a data de estreia da série nos Estados Unidos no Toonami para 16 de julho de 2016. Em Singapura a série estreou-se no canal Animax Asia a 12 de setembro de 2016.
O OVA foi lançado com o décimo volume no dia 4 de dezembro de 2015. Os episódios OVAs adicionais foram incluídos nos volumes em DVD e blu-ray da primeira temporada, o primeiro volume foi lançado a 24 de dezembro de 2015. Yusuke Murata anunciou nas últimas semanas de exibição da primeira temporada que estava trabalhando bastante para lançar mais capítulos durante os meses para ter conteúdo suficiente para fazerem uma segunda temporada, mas não tinha confirmado se ela já estava em desenvolvimento.
A segunda temporada anunciada, pelo twitter oficial, em setembro de 2016, teve sua estréia em 9 de abril de 2019, com mesmo elenco, mas nesta temporada houve trocas no estúdio de animação anteriormente da Madhouse, agora feita pela JC Staff, Chikara Sakurai foi substituindo por Shingo Natsume como diretor, Yoshikazu Iwanami foi substituindo Shoji Hata como diretor de som. Por outro lado teve a permanecia do roteirista, design de personagens e compositor musical, que são respectivamente Tomohiro Suzuki, Chikashi Kubota e Makoto Miyazaki. O tema musical de abertura é Uncrowned Greatest Hero (静寂のアポストル, Seijaku no Apostle) da mesma banda anterior JAM Project, agora com a participação do brasileiro Ricardo Cruz. E o tema de encerramento é Chizu ga Nakutemo Modoru kara (地図が無くても戻るから) feito por Makoto Furukawa.
Em 30 de junho de 2021, One Punch-Man sai do catálogo da Netflix., retornando juntamente com a segunda temporada em 19 de novembro 2021.

### Elenco
| Personagem              | Seiyū              | Dublador            |
| ----------------------- | ------------------ | ------------------- |
| Saitama                 | Makoto Furukawa    | Yuri Chesman        |
| Genos                   | Kaito Ishikawa     | Michel Di Fiori     |
| Sonic Velocidade do Som | Yūki Kaji          | Heitor Assali       |
| Cavaleiro Sem Licença   | Yūichi Nakamura    | Robson Kumode       |
| Tornado                 | Aoi Yūki           | Flora Paulita       |
| Pretty Pretty Prisoner  | Masaya Onosaka     | Dlaigelles Riba     |
| Silver Fang             | Kazuhiro Yamaji    | Carlos Campanile    |
| Amai Mask               | Mamoru Miyano      | Silas Borges        |
| Fubuki                  | Saori Hayami       | Camila Castellani   |
| Kid Emperor             | Minami Takayama    | Lipe Volpato        |
| Atomic Samurai          | Kenjiro Tsuda      | Alexandre Marconato |
| Metal Bat               | Wataru Hatano      | Glauco Marques      |
| Superalloy Darkshine    | Satoshi Hino       | Thiago Zambrano     |
| Rei do Mar Profundo     | Rikiya Koyama      | Zeca Rodrigues      |
| Lorde Boros             | Toshiyuki Morikawa | Armando Tiraboschi  |

Versão brasileira
- Direção: Diego Lima
- Estúdio: Grupo Macias[41]

### Jogos
Baseado no anime, anunciado em 25 de junho de 2019, One Punch-Man: A Hero Nobody Knows é um jogo de luta 3D, desenvolvido pela Bandai Namco Studios, lançado no dia 27 de fevereiro de 2020, , Plataformas: PS4 (Reviewed), Xbox One e PC, possui suporte a vários idiomas, incluindo legendas em português brasileiro.

## Recepção
Em novembro de 2013, foram vendidas 2,2 milhões de cópias impressas da série, em abril de 2014 foram 3,2 milhões, e em novembro de 2014 foram 4,5 milhões.
O primeiro e o segundo volume estrearam na lista dos mangas mais vendidos do The New York Times, em primeiro e segundo lugar, respetivamente, onde permaneceram por duas semanas. Na terceira semana, o primeiro volume caiu para o segundo lugar, enquanto o segundo saiu da lista. O primeiro volume permaneceu na lista, durante quatro semanas.
A primeira temporada do anime recebeu uma aprovação de 100% no Rotten Tomatoes, baseado em 11 resenhas, com a seguinte citação do "Critics Consensus": "Com sua animação de última geração, herói não ortodoxo e jabs engraçadíssimos no gênero shounen, One Punch-Man é simplesmente um nocaute."

### Prêmios e Indicações
| Ano  | Prêmio                                                  | Categoria                                                    | Resultado | Ref.         |
| ---- | ------------------------------------------------------- | ------------------------------------------------------------ | --------- | ------------ |
| 2014 | 7º Grande Prémio de Manga (Manga Taishō Awards)         | Manga                                                        | Indicado  | [ 51 ]       |
| 2015 | 26º Prémios Will Eisner da Indústria de Banda Desenhada | Melhor Edição Estadunidense de Material Internacional - Ásia | Indicado  | [ 52 ] [ 2 ] |
| 2016 | 28º Harvey Award                                        | Melhor Edição Americana de Material Estrangeiro              | Indicado  | [ 53 ]       |
| 2016 | 2º Sugoi Japan Award                                    | Manga                                                        | Venceu    | [ 54 ]       |